# Hyundai Venue
Hyundai Venue (кор . 현대 베뉴) — субкомпактный кроссовер, выпускаемый южнокорейским производителем Hyundai. Venue дебютировал на Нью-Йоркском международном автосалоне 2019 года как самый маленький глобальный кроссовер Hyundai до появления других меньших внедорожников, таких как Casper и Exter .
По состоянию на 2023 год Venue располагается между Kona или Creta и выше Exter или Casper в международной линейке кроссоверов Hyundai. Он разделяет платформу с Accent пятого поколения.

## Обзор
Были разработаны и произведены две версии Venue для разных рынков. Корейская версия Venue имеет кодовое название QX или QX1,  в то время как индийская версия, имеющая внутреннее кодовое название QXi, короче по длине и колёсной базе, чем корейская версия.
Venue не продаётся в Европе в пользу ориентированной на Европу модели Bayon на базе Hyundai i20, представленной в 2021 году.

## Рынки

### Индия (QXi)
Venue был запущен 21 мая 2019 года в Индии и изначально был доступен в 5 комплектациях: E, S, SX, SX+ и SX(O).  По состоянию на декабрь 2019 года количество бронирований превысило отметку в 100 000.
На индийском рынке Venue занимает категорию внедорожников длиной менее 4 метров, пользуясь индийскими налоговыми льготами для автомобилей длиной менее 4 метров. Длина уменьшена на 45 мм (1,8 дюйма) для достижения отметки менее 4 метров за счёт установки менее выступающего заднего бампера. Venue оснащён 1,2-литровым 4-цилиндровым атмосферным бензиновым двигателем мощностью 83 л. с. и крутящим моментом 115 Н·м в паре с 5-ступенчатой механической коробкой передач и 1,0-литровым 3-цилиндровым турбированным бензиновым двигателем GDI мощностью 120 л. с. и крутящим моментом 172 Н·м. Турбированный бензиновый двигатель может работать исключительно в паре с 7-ступенчатой автоматической коробкой передач с двойным сцеплением, а также 6-ступенчатой механической коробкой передач.
1,4-литровый дизельный двигатель, с которым изначально был запущен Venue, был заменён на 1,5-литровый дизельный двигатель, соответствующий стандарту Bharat Stage 6, в марте 2020 года. Более крупный двигатель выдаёт мощность 100 л. с. и крутящий момент 240 Н·м, что на 10 л. с. и 20 Н·м больше, чем у 1,4-литрового двигателя. 1,5-литровый дизельный двигатель работает в паре с 6-ступенчатой механической коробкой передач.
В июле 2020 года была представлена 6-ступенчатая механическая коробка передач без опции сцепления для 1,0-литрового двигателя. Она позиционируется как технология iMT, а также функционирует с датчиком намерения на рычаге переключения передач, гидравлическим приводом и блоком управления трансмиссией (TCU). TCU получает сигнал от датчика намерения рычага, указывающий на намерение водителя переключить передачу, который затем посылает сигнал для включения гидравлического привода, образуя гидравлическое давление. Затем гидравлическое давление отправляется в концентрический рабочий цилиндр (CSC) через трубку сцепления. CSC использует это давление для управления сцеплением и нажимным диском, тем самым включая и выключая сцепление.

#### Рестайлинг
В июне 2022 года компания Hyundai запустила обновлённую версию Venue в Индии. Она получила переработанную переднюю и заднюю части, цифровую комбинацию приборов и дополнительный список оборудования. Вариант N-Line был добавлен в августе 2022 года. Обновлённый Venue экспортируется на Ближний Восток с января 2023 года.

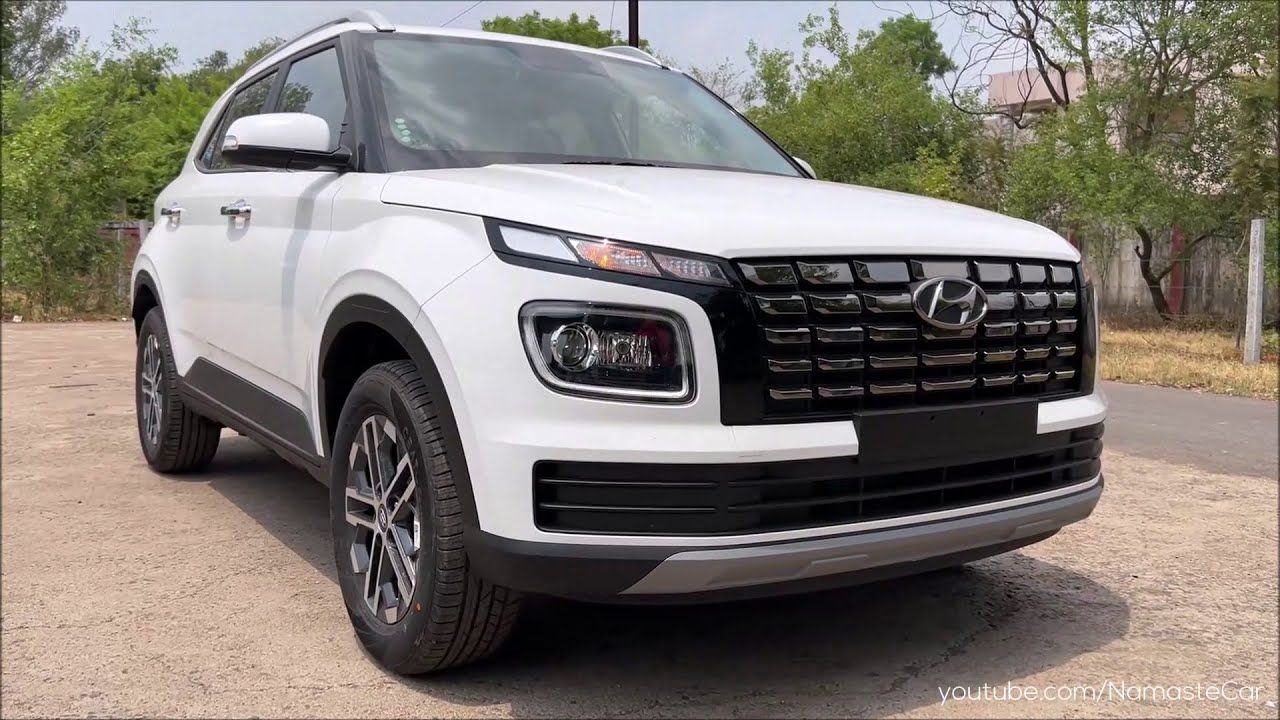
2022 Hyundai Venue (Индия, рестайлинг)

### Северная Америка
На североамериканском рынке Venue оснащён 1,6-литровым бензиновым рядным четырёхцилиндровым двигателем SmartStream мощностью 121 л. с. (90 кВт) и крутящим моментом 153 Н·м. Коробка передач — 6-ступенчатая механическая (доступна только в базовой комплектации SE) или же интеллектуальная вариаторная трансмиссия (IVT) (последняя является стандартной для SEL и Denim, опциональной для SE). Venue доступен исключительно с передним приводом (FWD). Уровни отделки салона — базовый SE и более высокий уровень SEL. Модель с механической коробкой передач была снята с производства в 2021 году из-за низких продаж.
Стандартные функции на всех уровнях отделки Venue включают помощь при лобовом столкновении с обнаружением пешеходов, помощь в удержании полосы движения, предупреждение о внимании водителя и информационно-развлекательную систему с 8-дюймовым дисплеем с интеграцией смартфонов Android Auto и Apple CarPlay. Доступные опции включают предупреждение о столкновении в слепых зонах, предупреждение о столкновении с задним перекрёстным движением, светодиодные лампы, легкосплавные диски, люк на крыше, двухцветную крышу, навигацию, технологию Hyundai Blue Link , аудиосистему с 6 динамиками и боковые рейлинги на крыше. Существует также версия для образа жизни под названием Venue Denim, доступная только в цвете Denim Blue с белой крышей в сочетании с салоном из джинсовой ткани и светло-серой кожзаменителя. Denim был переименован в Limited после 2021 года.

### Австралия
Запущенные в сентябре 2019 года, австралийские Venue предлагаются в трёх комплектациях: Go, Active и Elite и располагаются ниже по размеру более крупного Hyundai Kona. Модель «Launch Edition» на базе Elite также была изначально доступна и ограничена 100 единицами, отличаясь уникальными цветами кузова и люком с электроприводом. Все они оснащены 1,6-литровым рядным четырёхцилиндровым бензиновым двигателем Gamma, работающим в паре с 6-ступенчатой механической коробкой передач или 6-ступенчатой автоматической коробкой передач в зависимости от варианта.
Для австралийского рынка Venue выступает в качестве косвенной замены Hyundai Accent четвёртого поколения из-за отсутствия производства Hyundai Accent пятого поколения с правым рулём в Южной Корее. Начальная цена Venue была сохранена низкой, чтобы сохранить будущих клиентов начального уровня.

### Южная Африка
Venue был представлен в Южной Африке 14 ноября 2019 года в трёх комплектациях: Motion, Fluid и Glide; он оснащён 1,0-литровым турбированным бензиновым двигателем T-GDi, работающим в паре с 6-ступенчатой механической коробкой передач или 7-ступенчатой автоматической коробкой передач с двойным сцеплением.
В июле 2020 года было предложено три варианта Limited Edition, всего 500 единиц. Варианты Limited Edition имеют цвет кузова Denim с белыми боковыми зеркалами и крышей, а салон имеет обивку Denim Blue из ткани и кожи.
В ноябре 2021 года был добавлен вариант начального уровня, оснащённый 1,2-литровым бензиновым двигателем Kappa II, работающим в паре с 5-ступенчатой механической коробкой передач.
В октябре 2022 года обновлённая модель Venue дебютировала в Южной Африке с теми же вариантами, что и дорестайлинговая модель.

### Новая Зеландия
Venue был запущен в Новой Зеландии 7 декабря 2019 года в двух комплектациях: Entry и Elite; он оснащён 1,6-литровым бензиновым двигателем Gamma, работающим только в паре с 6-ступенчатой автоматической коробкой передач.

### ССЗ
Venue был запущен в странах ССЗ в январе 2023 года. Он оснащён 1,6-литровым бензиновым двигателем и предлагается в трёх комплектациях: SEL, SE и Limited.

### Вьетнам
Venue был запущен во Вьетнаме 16 декабря 2023 года в двух вариантах, оснащённых 1,0-литровым турбированным бензиновым двигателем T-GDi, работающим в паре с 7-ступенчатой автоматической коробкой передач с двойным сцеплением.

## Безопасность
В 2021 году IIHS присудил Hyundai Venue награду Top Safety Pick Key, а NHTSA оценила его на четыре из пяти звёзд за безопасность, с одной вычтенной звездой из-за рейтинга опрокидывания и риска фронтального столкновения в четыре звезды. Функции безопасности включают шесть подушек безопасности, электронную систему контроля устойчивости, систему управления устойчивостью автомобиля, предупреждение о фронтальном столкновении, предупреждение об обнаружении пешеходов, обнаружение слепых зон и помощь при перекрёстном движении сзади. Активная помощь в удержании полосы движения, автоматически регулируемые светодиодные фары дальнего света и обнаружение слепых зон являются стандартными для всех комплектаций SEL. Hyundai Venue был 1 раз отозван из-за преднатяжителей ремней безопасности, при этом 72 142 единицы были под угрозой из-за риска взрыва.

## Галерея

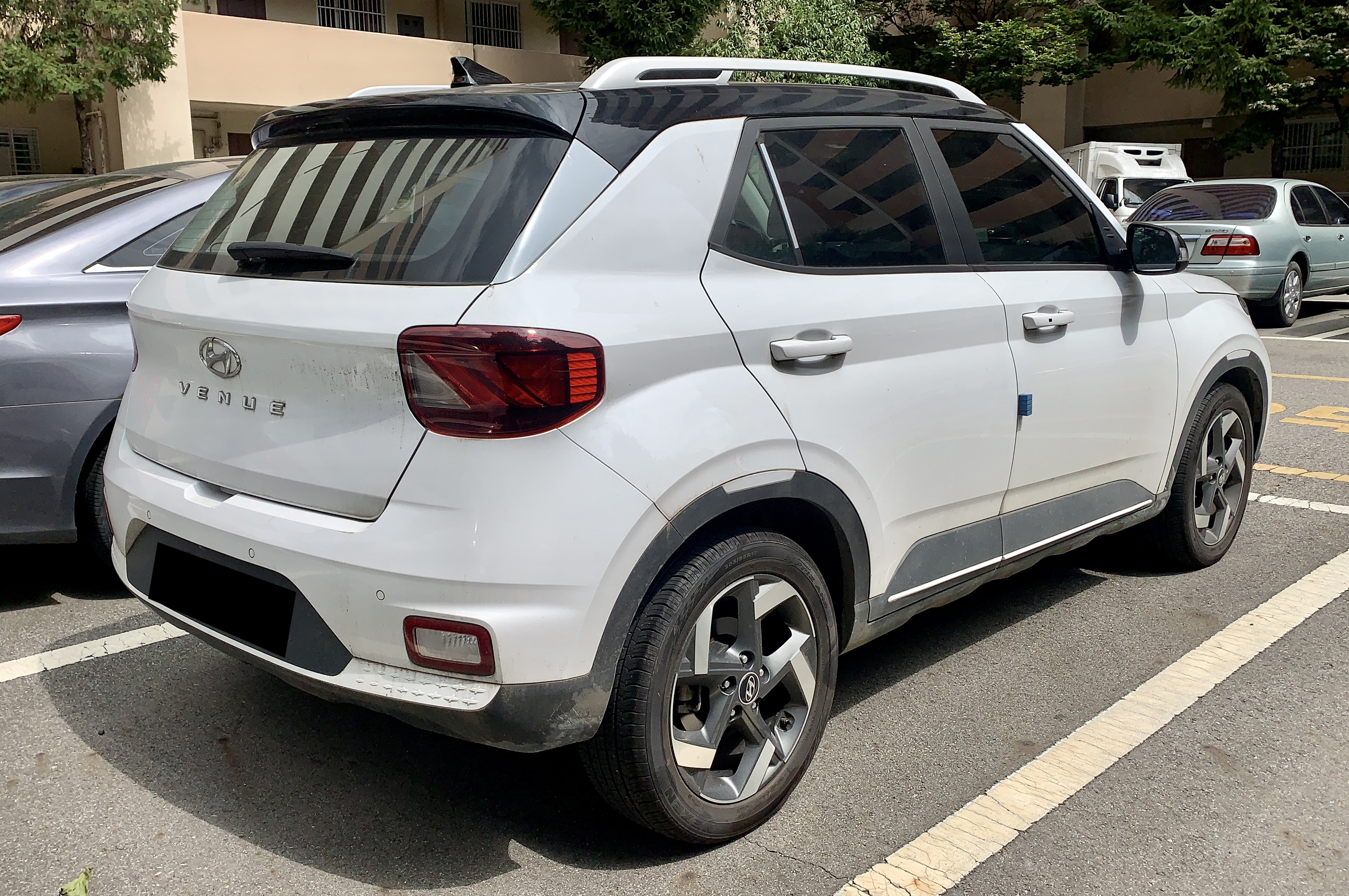
Вид сзади
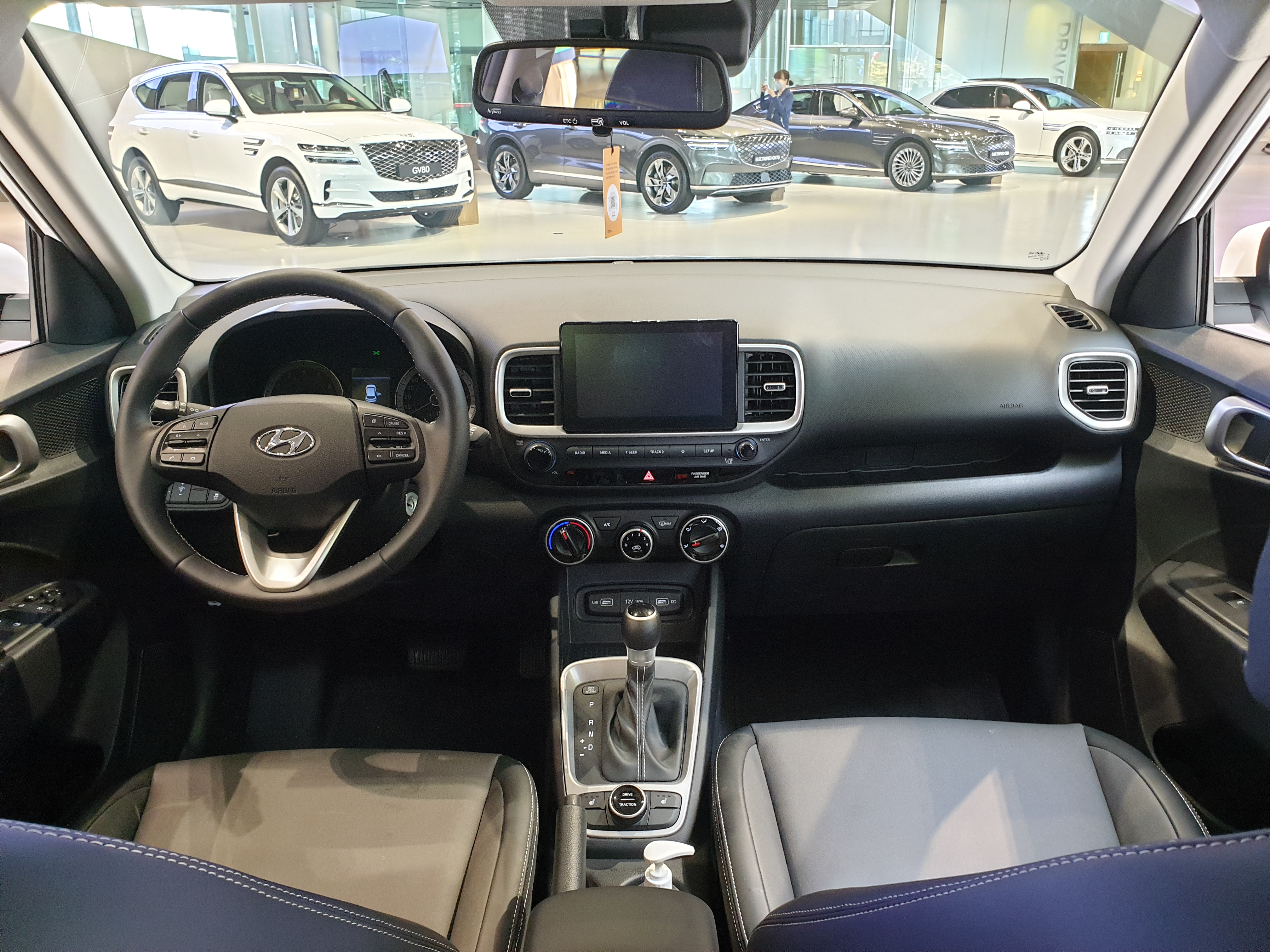
Интерьер

## Продажи

### Глобальные продажи
| Год  | QX     | QXi     | Всего   |
| ---- | ------ | ------- | ------- |
| 2019 | 37,454 | 74,324  | 111,778 |
| 2020 | 56,305 | 88,531  | 144,836 |
| 2021 | 70,015 | 115,705 | 185,720 |
| 2022 | 67,998 | 128,382 | 196,380 |
| 2023 | 74,345 | 142,652 | 216,997 |

### Региональные продажи
| Год  | Индия   | Южная Корея | Соединенные Штаты | Канада | Южная Африка | Австралия |
| ---- | ------- | ----------- | ----------------- | ------ | ------------ | --------- |
| 2019 | 70,443  | 16,867      | 1,077             | 1,077  |              |           |
| 2020 | 82,428  | 17,726      | 19,125            | 19,125 | 4,482        | 3,678     |
| 2021 | 108,007 | 13,496      | 28,653            | 28,653 | 6,293        | 5,854     |
| 2022 | 120,703 | 8,425       | 27,094            | 11,944 | 7,212        | 6,440     |
| 2023 | 129,278 | 8,281       | 28,009            | 13,592 | 5,156        | 6,152     |